# UFC Fight Night: Benavidez vs. Figueiredo
UFC Fight Night: Benavidez vs. Figueiredo（ユーエフシー・ファイトナイト： ベナビデス・バーサス・フィゲイレード、別名UFC Fight Night 169、UFC on ESPN+ 27）は、アメリカ合衆国の総合格闘技団体「UFC」の大会の一つ。2020年2月29日、バージニア州ノーフォークのチャートウェイ・アリーナで開催された。

## 大会概要
本大会ではジョセフ・ベナビデスとデイブソン・フィゲイレードによるUFC世界フライ級王座決定戦が組まれた。

## 試合結果

### プレリミナリーカード
第1試合 ウェルター級 5分3R
○  ショーン・ブレイディ vs.  イスマイル・ナウルディエフ ×
3R終了 判定3-0（29-28、29-28、30-27）
第2試合 フェザー級 5分3R
○  スパイク・カーライル vs.  アーロン・クルーズ ×
1R 1:25 TKO（パウンド）
第3試合 フェザー級 5分3R
○  ジョーダン・グリフィン vs.  TJ・ブラウン ×
2R 3:38 ギロチンチョーク
第4試合 ライト級 5分3R
○  ルイス・ペーニャ vs.  スティーブ・ガルシア ×
3R終了 判定3-0（30-27、30-27、30-27）
第5試合 ヘビー級 5分3R
○  マルチン・ティブラ vs.  セルゲイ・スピバック ×
3R終了 判定3-0（30-27、30-27、29-28）
第6試合 ミドル級 5分3R
○  ブレンダン・アレン vs.  トム・ブリーズ ×
1R 4:47 TKO（パウンド）
第7試合 バンタム級 5分3R
○  カイラー・フィリップス vs.  ガブリエル・シウバ ×
3R終了 判定3-0（30-27、30-27、30-27）

### メインカード
第8試合 67.8kg契約 5分3R
○  グラント・ドーソン vs.  ダリック・ミナー ×
2R 1:38 リアネイキドチョーク
※ドーソンの体重超過によりフェザー級から変更
第9試合 女子フェザー級 5分3R
○  ミーガン・アンダーソン vs.  ノルマ・ドゥモン ×
1R 3:31 KO（右ストレート）
第10試合 ライトヘビー級 5分3R
○  マゴメド・アンカラエフ vs.  イオン・クテラバ ×
1R 0:38 TKO（スタンドパンチ連打）
第11試合 女子フェザー級 5分3R
○  フェリシア・スペンサー vs.  ザラ・フェイリン ×
1R 3:37（グラウンドの肘打ち）
第12試合 UFC世界フライ級王座決定戦 5分5R
○  デイブソン・フィゲイレード vs.  ジョセフ・ベナビデス ×
2R 1:54 TKO（右ストレート→パウンド）
※フィゲイレードの体重超過によりフライ級から変更

### 各賞
ファイト・オブ・ザ・ナイト：カイラー・フィリップス vs. ガブリエル・シウバ
パフォーマンス・オブ・ザ・ナイト：ミーガン・アンダーソン、ジョーダン・グリフィン
各選手にはボーナスとして5万ドルが授与された。

### カード変更
負傷などによるカードの変更は以下の通り。